# سیمبولیکس
سیمبولیکس (به انگلیسی: Symbolics Computer Corporation) نام شرکتی رایانه‌ای پایه‌گذاری‌شده در ماساچوست بود که به سبب ساختن ماشین‌های لیسپ—رایانه‌هایی که می‌توانستند کدهای زبان برنامه‌نویسی لیسپ را اجرا کنند—شناخته‌شده می‌شد. این شرکت اولین نام دامنهٔ اینترنتی را با عنوان symbolics.com در ۱۵ مارس ۱۹۸۵ میلادی ثبت کرد.